# Marco Lietti
Marco Lietti (Gravedona, provincia de Como, 20 de abril de 1965) fue un ciclista italiano que fue profesional entre 1988 y 1997. En su palmarés destaca una victoria de etapa al Tour de Francia de 1991 y otra a la Volta a Cataluña de 1990.

## Palmarés
- 1984
  - 1.º en el Trofeo Sportivi di Briga
- 1986
  - 1.º en la Coppa Collecchio
- 1987
  - 1.º en la Turín-Biella
- 1990
  - 1.º en el Gran Premio Longarone
  - Vencedor de una etapa de la Volta a Cataluña
- 1991
  - Vencedor de una etapa del Tour de Francia
- 1994
  - Vencedor de una etapa del Tour de Polonia
- 1995
  - 1.º en el Tour de Haut-Var

## Resultados en las grandes vueltas
| Carrera         | 1990 | 1991 | 1992 | 1993 | 1994 | 1995 | 1996 | 1997 |
| --------------- | ---- | ---- | ---- | ---- | ---- | ---- | ---- | ---- |
| Giro de Italia  | 83.º | 62.º | 97.º | -    | -    | -    | -    | Ab.  |
| Tour de Francia | -    | Ab.  | -    | Ab.  | Ab.  | -    | Ab.  | -    |
| Vuelta a España | -    | -    | -    | 70.º | -    | -    | 37.º | 93.º |